# Mäepea
Mäepea – wieś w Estonii, w prowincji Harju, w gminie Kuusalu.